# Aplastodiscus
Aplastodiscus – rodzaj płazów bezogonowych z podrodziny Hylinae w obrębie rodziny  rzekotkowatych (Hylidae).

## Zasięg występowania
Rodzaj obejmuje gatunki występujące w środkowej i południowo-wschodniej Brazylii do sąsiedniej Argentyny.

## Systematyka
Rodzaj zdefiniowała w 1950 roku brazylijska zoolożka Bertha Lutz w artykule poświęconym płazom bezogonowym z kolekcji swego ojca, Adolpho Lutza, opublikowanym w czasopiśmie Memórias do Instituto Oswaldo Cruz. Rio de Janeiro. Gatunkiem typowym jest (oryginalne oznaczenie) A. perviridis.

### Etymologia
Aplastodiscus: gr. przedrostek negatywny α- a- ‘bez’; πλαστος plastos ‘utworzony, ukształtowany’; δισκος diskos ‘dysk, krążek’.

### Podział systematyczny
Do rodzaju należą następujące gatunki:
- Aplastodiscus albofrenatus (Lutz, 1924)
- Aplastodiscus albosignatus (Lutz & Lutz, 1938)
- Aplastodiscus arildae (Cruz & Peixoto, 1987)
- Aplastodiscus cavicola (Cruz & Peixoto, 1985)
- Aplastodiscus cochranae (Mertens, 1952)
- Aplastodiscus ehrhardti (Müller, 1924)
- Aplastodiscus eugenioi (Carvalho-e-Silva & Carvalho-e-Silva, 2005)
- Aplastodiscus flumineus (Cruz & Peixoto, 1985)
- Aplastodiscus heterophonicus Pinheiro, Pezzuti, Berneck, Lyra, Lima & Leite, 2021
- Aplastodiscus ibirapitanga (Cruz, Pimenta & Silvano, 2003)
- Aplastodiscus leucopygius (Cruz & Peixoto, 1985)
- Aplastodiscus lutzorum Berneck, Giaretta, Brandão, Cruz & Haddad, 2017
- Aplastodiscus musicus (Lutz, 1949)
- Aplastodiscus perviridis Lutz, 1950
- Aplastodiscus sibilatus (Cruz, Pimenta & Silvano, 2003)
- Aplastodiscus weygoldti (Cruz & Peixoto, 1987)